# Peter Klaudy
Peter Alexander Klaudy (* 17. Juni 1903 in Stauding; † 22. Oktober 1985 in Salzburg) war ein österreichischer Elektrotechniker.

## Leben
Matura 1921 an der Deutschen Staatsoberrealschule im schlesischen Troppau (Opava, Tschechien). Von 1921 bis 1926 studierte er Elektrotechnik an der Technischen Hochschule Wien, blieb zunächst als wissenschaftlicher Mitarbeiter an der Hochschule, ging 1927 als Werkstudent in die USA und arbeitete dann bei der Western Electric Company in Chicago. 1930 bis 1932 bei Felten & Guilleaume in Deutschland als Laboratoriumsingenieur, während dieser Zeit Doktorat an der Technischen Hochschule Wien, danach bis 1934 bei der schwedischen Firma Asia in Wien. 1934 wanderte er für vier Jahre nach Südafrika aus und betrieb in Johannesburg eine eigene Firma für elektrische Licht- und Kraftanlagen sowie Herstellung von Bauelementen. Ende 1938 Rückkehr nach Europa, ab 1939 im Dienst der Deutschen Reichsbahn, Fernleitungsbau über den Pass Lueg, ab 1940 im Elektrischen Versuchsamt in München. Mit der Schrift Über das Verhalten von Stromverwandlern bei Schaltvorgängen und damit zusammenhängende Fragen wurde er 1943 habilitiert. Ab 1945 in Zirl Leiter der Versuchsanstalt der Österreichischen Bundesbahnen. 
Von 1950 bis zu seiner Emeritierung 1973 war er an der Technischen Hochschule Graz Professor für Grundlagen der Elektrotechnik und der Theoretischen Elektrotechnik. 1965/66 Rektor. Von 1963 bis 1977 leitete er hier auch die Anstalt für Tieftemperaturforschung. Er und seine Mitarbeiter beschäftigten sich mit der Entwicklung von supraleitenden Kabeln und der experimentellen Untersuchung von Unipolarmaschinen.
1975 erhielt er ein Patent auf eine Unipolarmaschine. 1979 erreichte er als Pionier der Hochleistungsübertragung mit supraleitenden Kabeln die Erprobung eines Prototyps im Kraftwerk Arnstein (Steiermark). 

### Auszeichnungen (Auswahl)
- 1970 wirkliches Mitglied der Österreichischen Akademie der Wissenschaften
- 1971 Korrespondierendes Mitglied der Rheinisch-Westfälischen Akademie der Wissenschaften
- 1973 Großes Goldenes Ehrenzeichen des Landes Steiermark
- 1974 Verleihung der Wilhelm-Exner-Medaille
- 1976 Ehrendoktor der Philosophie der Universität Innsbruck
- 1980 erhielt er den Erwin-Schrödinger-Preis
- 1980 Österreichischer Staatspreis für Energieforschung
- 1982 Verleihung des Österreichischen Ehrenkreuzes für Wissenschaft und Kunst I. Klasse

## Werke
- Einige Gedanken zur Bedeutung der Technik ; mit Günther Gottwald; Kienreich, 1965
- Energieübertragung durch tiefstgekühlte, besonders supraleitende Kabel; Elektrospeicherfahrzeuge (Rheinisch-Westfälische Akademie der Wissenschaften-Vorträge); mit Theodor Wasserrab; Westdeutscher Verlag; 1973; ISBN 3-531-07177-7